# Bavinchove
Bavinchove település Franciaországban, Nord megyében. Lakosainak száma 1046 fő (2022. január 1.). Bavinchove Cassel, Staple, Zuytpeene, Hondeghem, Clairmarais, Oxelaëre és Renescure községekkel határos.

## Népesség
A település népességének változása:
| Lakosok száma | 935  | 949  | 969  | 972  | 983  | 998  | 1041 | 1046 | 1046 |
|               | 2013 | 2015 | 2016 | 2017 | 2018 | 2019 | 2020 | 2021 | 2022 |